# Ulica Żołnierska w Warszawie
Ulica Żołnierska – ulica w Warszawie, w dzielnicy Rembertów. Droga dwujezdniowa o dwóch pasach ruchu do granicy miasta. W MSI stanowi granicę obszarów Kawęczyn-Wygoda, Nowy Rembertów i Stary Rembertów.

## Przebieg
Ulica jest fragmentem drogi wojewódzkiej DW631 do Nieporętu. Przebiega od ul. Marsa w Warszawie do granic miasta z Zielonką. Jest częścią Obwodnicy Etapowej Centrum. Ulica przecina tory kolejowe linii relacji Warszawa-Biała Podlaska. Praktycznie na całej swojej długości ulica ta przebiega przez lasy.

## Historia
Nazwa ulicy, wcześniej nazywanej ulicą Piaskową, została nadana uchwałą Rady Narodowej m.st. Warszawy z dnia 18 maja 1957. Nawiązuje ona do żołnierskiej tradycji Rembertowa. Ulica ta mogła być fragmentem drogi fortecznej do fortu Kawęczyn, choć przechodzi lasem pomiędzy Rembertowem a Kawęczynem. Dawniej wzdłuż ulicy przebiegały tory kolejowe łączące fort Suworowa z fortem Beniaminów. Pozostałości tej linii można oglądać w postaci dwóch wałów łączących z koleją terespolską oraz szyn kolejowych zachowanych na skrzyżowaniu z ul. Marsa.

## Ważniejsze obiekty
- Rezerwat przyrody Kawęczyn
- Pomnik ofiar egzekucji niemieckich dokonywanych w Lasach Kawęczyna